# Чемпіонат Франції з тенісу 1896
Чемпіонат Франції з тенісу 1896 — 6-й розіграш Відкритого чемпіонату Франції. В одиночному розряді чемпіоном втретє поспіль став Андре Вашеро, а у парному перемогу здобули британці Френкі Ворден та Вайнс.

## Чоловіки

### Одиночний розряд
Андре Вашеро переміг у фіналі  Жерара Бросліна 6-1, 7-5

### Парний розряд
Френкі Ворден / Вайнс перемогли у фіналі пару  Андре Вашеро /  Марсель Вашеро 6-4, 8-6